# ヴェストハウゼン (ヴュルテンベルク)
ヴェストハウゼン (ドイツ語: Westhausen) は、ドイツ連邦共和国バーデン＝ヴュルテンベルク州シュトゥットガルト行政管区のオストアルプ郡に属す町村（以下、本項では便宜上「町」と記述する）である。

## 地理

### 位置
ヴェストハウゼンは、郡庁所在地のアーレンから 10 km、大規模郡都市のエルヴァンゲン (ヤクスト) から 12 km の距離にある。
西はアーレン、北西はエルヴァンゲンと接している。
ヴェストハウゼンは、ヘルツフェルト辺縁部のヤクスト川の谷に位置している。町の高度は 453 m から 723 m の間である。
最高地点はヴェラーシュタインの海抜 723 m である。

### ヨーロッパ分水界
アウトバーン A7号線を横切ってヨーロッパ分水界がシュヴェービッシェ・アルプを通っている。
町の北部の水は、小川からライヒェンスバッハ川やエーゲルスバッハ川を経由して、ヤクスト川、ネッカー川、ライン川を下り北海に注ぐ。
町の南部では、水脈は初め地下を流れる。やがて目に見えないような小さな流れとなって地上に現れるが、石灰岩のカルスト地形によって目に見える川となる。ブレンツ川やエーガウ川を通った水はドナウ川へ向かい、最終的には黒海に至る。

### 自治体の構成
自治体としてのヴェストハウゼンは、ライヒェンバッハ、バイアースホーフェン、ヴェストホーフェン、フランケンロイテ、ヤクストハウゼン、ハルトブックシートルング、リッパハの各地区からなる。インマーホーフェンは2017年6月2日まで独立した地区であったが、その後バイアースホーフェン地区に併合された。

### 土地利用
| 土地利用種別面積 | 農業用地 | 森林   | 住宅地 | 産業用地 | 交通用地 | 水域  | レジャー用地 | その他 |
| ---------------- | -------- | ------ | ------ | -------- | -------- | ----- | ------------ | ------ |
| 面積 (km2)       | 18.60    | 13.94  | 1.37   | 0.38     | 2.55     | 0.56  | 0.08         | 0.98   |
| 占有率           | 48.4 %   | 36.3 % | 3.6 %  | 1.0 %    | 6.6 %    | 1.5 % | 0.2 %        | 2.5 %  |

州統計局の2015年現在のデータによる。

## 歴史

### 古代
この村は、おそらく700年から900年の間に中世初期の入植地として、フランク人によって建設された。ヴェストハウゼンの名称は、「西の家屋群」といった意味の Westhusen に由来する。最初の文献記述は、エルヴァンゲン修道院の1136年の財産目録である。リッパハは主にエッティンゲン家に属したが、ヴェストハウゼンはエルヴァンゲン修道参事会諸侯領に属した。

### 19世紀から20世紀
帝国代表者会議主要決議に基づく陪臣化と世俗化により、両村落はヴュルテンベルク王国領となり、オーバーアムト・エルヴァンゲンに属し、1938年にはアーレン郡に編入された。
1945年4月、リッパハ地区で戦争犯罪（リッパハの虐殺）が起こった。第二次世界大戦後この村は、旧コリス＝ヴェルケ（第二次世界大戦時の軍需工場）を利用して、人口約3,000人にまで成長した。1973年の郡の再編以後、この町はオストアルプ郡に属している。

### 町村合併
1972年1月1日に、それまで独立した町村であったリッパハがヴェストハウゼンに合併した。

## 住民

### 宗教
宗教改革はヴェストハウゼンを素通りした。この町には現在も2つのローマ＝カトリック教会が存在する。約1,000人の福音主義信者は、1957年からクロイツ教会で独自の礼拝を行っているが、ラウフハイム教会（2008年以後はラウフハイム＝ヴェストハウゼン教会）に属している。

## 行政

### 行政連合
この町は、ヴェストハウゼンに本部を置くカプフェンブルク自治体行政連合に加盟している。

### 議会
ヴェストハウゼンの町議会は、16議席で構成されている。

### 首長
ヘルベルト・ヴィッツァニーは、1985年に 67.7 % の票を獲得して町長に初当選し、1993年、2001年、2009年と再選を重ねて町長職を務めた。 
2018年2月15日からマルクス・クノプラウフがヴェスハウゼンの町長に就いた。彼は2017年11月19日の選挙で 70.7 % の支持票を獲得して町長に選出された。32年間町長を務めたヘルベルト・ヴィッツァニーはこの選挙に出馬しなかった。

## 文化と見所

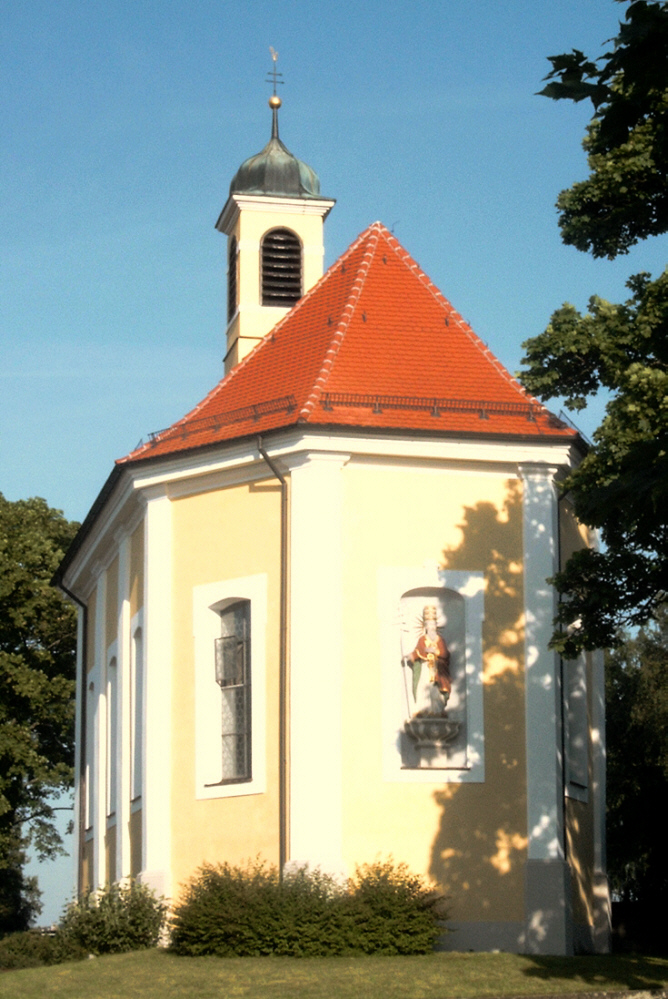
ジルヴェスター礼拝堂

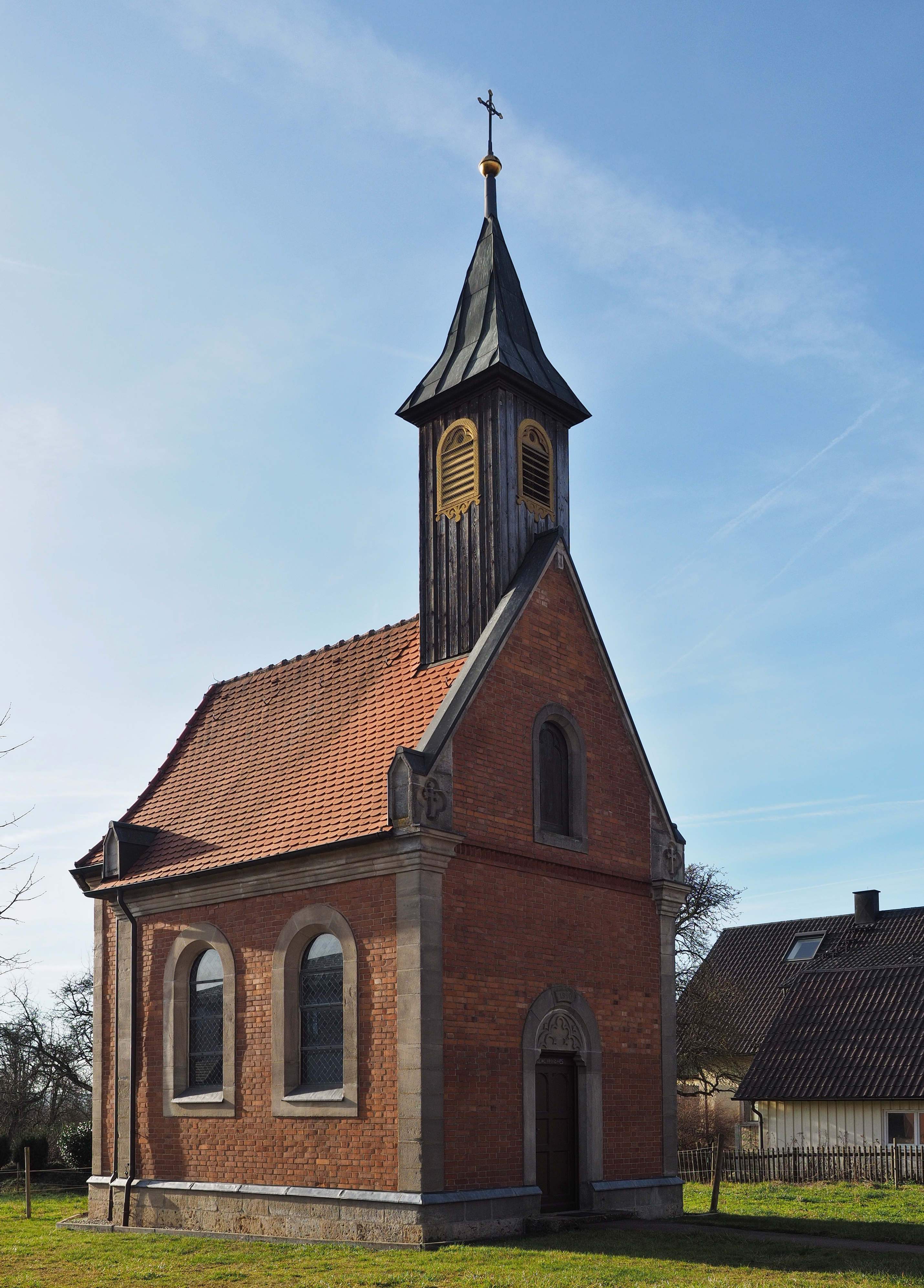
インメンホーフェンのマリエン礼拝堂

### 建築
- クロイツ教会（福音主義）
- 聖マウリティウス教会（カトリック）
- ジルヴェスター礼拝堂
- 近代的な増築部を有する町役場
- 消防署
- ヤクストタール橋
- ヴェラーシュタインハレ（大きな体育館）
- 屋外温水プール
- オストアルプ郡で最も高い建物 (69 m)

### 公園
- ライナウ/ブーフ近郊保養地区
- ブーフの堰止め湖
- ジルヴェスター通りの近郊保養地区

### レジャー
- ヴェストハウゼン屋外温水プールは、周辺町村からも客が訪れる。

### スポーツ
- 地元のスポーツクラブ TSV ヴェストハウゼンのサッカー部門は、クライスリーガ A に所属している。ジュニアチームは、近隣のラウフハイムのクラブと合同チームを作っている。
- TC TSV ヴェストハウゼン 1896 のテニス部門は、活発なチームを有している。
- 卓球部門のトップ選手は、国際大会ではレベル4でプレイしており、TTV メッティンゲンで15位を確保した。
- ヴェストハウゼンには、会員数6名ながら成功したチェスクラブがある。彼らは2014年にシュトゥットガルトで開催されたバーデン＝ヴュルテンベルク杯で優勝し、2009年にフランクフルトで開催されたヨーロッパ選手権で 45位であった。

### 年中行事
- ヴェストハウゼンの「ジルヴェスターリット」は毎年人気の行事である。オストアルプ郡全域の乗馬グループが、12月31日の日中にヴェストハウゼンに集まり、一緒に乗馬で町内を巡る。200頭以上の馬が参加する。
- 謝肉祭のパレード
- 地元のモータースポーツクラブ MSC ノイミューレは、ほぼ毎年トラクタープリング・イベント「ブレムスヴァーガツィアーガ」を開催している[6]。

### 名物料理・食材
最も有名なヴェストハウゼン料理はおそらく、「ザックシュルプファー」と呼ばれる小さくて、とても軽いハーフェツォプフ（焼き菓子の一種）である。これはとても柔らかい生地から作られる。
伝統的な「マウルタッシェ」（「マウルダッシェ」とも呼ばれる）はヴェストハウゼンのどのレストランでも買うことができる。これは大きなミートパイで、秘伝のレシピが店ごとに代々伝えられている。

## 経済と社会資本

### 交通
ヴェストハウゼンは、連邦アウトバーン A7号線のアーレン/ヴェストハウゼン・インターチェンジに直接つながっている連邦道 B29号線で往来することができる。A7号線を3車線の登攀路から開放するために1987年にヴェストハウゼン町内にアグネスブルクトンネルが造られた。さらにヴェストハウゼンは、郡道 K3319号線を経由して大規模郡都市エルヴァンゲンや連邦道 B290号線に接続する。
また、ヴェストハウゼンにはリース鉄道（アーレン - ドナウヴェルト）の駅がある。

### 地元企業
ヴェストハウゼンの重要な雇用主が、工具製造業者のアペックス・ツール・グループで、この町に組み立て工場とヨーロッパ向け中央支店を有している。また、GEOデータ GmbH は、ヴァーゲ産業地区にヨーロッパ本社を置いている。
オストアルプPA も多くの職場を提供している。この会社は大規模なイベント向けの大手事務所として知られている。

### 教育
ヴェストハウゼンには、2012年からゲマインシャフツシューレ（直訳すると「共同学校」）となったプロプスタイシューレと、精神障害者のための養護学校ヤクストタールシューレがある。この他に、町立幼稚園が3園と、ローマ＝カトリック教会が運営する幼稚園が1園ある。